# Trophy European Pentathlon 1976

Logo CEB (ausrichtender Verband)

Die Trophy European Pentathlon 1976 war die sechste Fünfkampf-Europameisterschaft für Nationalmannschaften, meist unter dem Namen TEP bekannt. Das Turnier fand vom 4. bis zum 7. November 1976 im niederländischen Amersfoort statt.

## Geschichte
Die wieder als Favorit gestarteten Belgier belegten diesmal nur Platz zwei hinter den Niederlanden. Die Aufstellung in den Disziplinen könnte der Auslöser gewesen sein. Denn sie spielten wieder den besten VGD. Der in den letzten Jahren im Dreiband ungeschlagene Raymond Ceulemans spielte diesmal im erstmals gespielten Cadre 47/1 und konnte lediglich zwei Partien zu seinen Gunsten entscheiden. Der Sieg der Niederländer war aber nicht unverdient, da sie gegen Belgien gewannen. Sehr schwach spielte das deutsche Team. Mit ein Grund war sicherlich der krankheitsbedingte Ausfall von Klaus Hose. Er konnte von Peter Sporer nicht kompensiert werden. Auch die jahrelange Schwäche im Dreiband war ein entscheidender Grund.

## Gemeldete Mannschaften
| Disziplin    | Niederlande            | Belgien           | Deutschland    |
| ------------ | ---------------------- | ----------------- | -------------- |
| Freie Partie | Luis Havermans         | Tony Schrauwen    | Dieter Wirtz   |
| Cadre 71/2   | Piet Vet               | Emile Wafflard    | Peter Sporer   |
| Cadre 47/1   | Hans Vultink           | Raymond Ceulemans | Dieter Müller  |
| Einband      | Christ van der Smissen | Ludo Dielis       | Günter Siebert |
| Dreiband     | Rini van Bracht        | Laurent Boulanger | Joseph Bücken  |

| Disziplin    | Spanien        | Frankreich        | Österreich           |
| ------------ | -------------- | ----------------- | -------------------- |
| Freie Partie | Javier Arenaza | Georges Bourezg   | Heinrich Weingartner |
| Cadre 71/2   | Jaime Tortosa  | Paul Couespel     | Kurt Mastny          |
| Cadre 47/1   | José Gálvez    | Francis Connesson | Franz Stenzel        |
| Einband      | Ruiz Alcade    | Egidio Vierat     | Johann Scherz        |
| Dreiband     | Claudio Nadal  | Roland Dufetelle  | Wolfgang Anreitter   |

## Turniermodus
Es wurde mit sechs Mannschaften im Round Robin System gespielt.
Die Wertung für die Endtabelle:
1. MP = Matchpunkte
2. PP = Partiepunkte
3. VMGD = Verhältnismäßiger Mannschafts Generaldurchschnitt

## Abschlusstabelle
| Platz | Land        | Spiele | G-U-V | MP   | PP    | VMGD   |
| ----- | ----------- | ------ | ----- | ---- | ----- | ------ |
| 1     | Niederlande | 5      | 4-1-0 | 9:1  | 33:17 | 90,39  |
| 2     | Belgien     | 5      | 4-0-1 | 8:2  | 34:16 | 139,28 |
| 3     | Österreich  | 5      | 3-0-2 | 6:4  | 32:18 | 73,57  |
| 4     | Frankreich  | 5      | 2-1-2 | 5:5  | 28:22 | 72,37  |
| 5     | Deutschland | 5      | 1-0-4 | 2:8  | 17:33 | 65,32  |
| 6     | Spanien     | 5      | 0-0-5 | 0:10 | 6:44  | 40,77  |

## Spiele
| Disziplin                | Name                     | MP  | Pkt. | Aufn. | GD    | BED   | HS  |
| ------------------------ | ------------------------ | --- | ---- | ----- | ----- | ----- | --- |
| Niederlande – Österreich | Niederlande – Österreich | 6:4 |      |       |       |       |     |
| Freie Partie             | Luis Havermans           | 0:2 | 216  | 10    | 21,60 | -     | 142 |
| Freie Partie             | Heinrich Weingartner     | 2:0 | 500  | 10    | 50,00 | 50,00 | 288 |
| Cadre 71/2               | Piet Vet                 | 2:0 | 300  | 14    | 21,42 | 21,42 | 68  |
| Cadre 71/2               | Kurt Mastny              | 0:2 | 189  | 14    | 13,50 | -     | 47  |
| Cadre 47/1               | Hans Vultink             | 2:0 | 300  | 10    | 30,00 | 30,00 | 173 |
| Cadre 47/1               | Franz Stenzel            | 0:2 | 255  | 10    | 25,50 | -     | 140 |
| Einband                  | Christ van der Smissen   | 0:2 | 159  | 46    | 3,45  | -     | 39  |
| Einband                  | Johann Scherz            | 2:0 | 200  | 46    | 4,34  | 4,34  | 27  |
| Dreiband                 | Rini van Bracht          | 2:0 | 60   | 47    | 1,276 | 1,276 | 6   |
| Dreiband                 | Wolfgang Anreitter       | 0:2 | 26   | 47    | 0,553 | -     | 5   |

| Disziplin         | Name              | MP   | Pkt. | Aufn. | GD     | BED    | HS  |
| ----------------- | ----------------- | ---- | ---- | ----- | ------ | ------ | --- |
| Belgien – Spanien | Belgien – Spanien | 10:0 |      |       |        |        |     |
| Freie Partie      | Tony Schrauwen    | 2:0  | 500  | 3     | 166,66 | 166,66 | 497 |
| Freie Partie      | Javier Arenaza    | 0:2  | 7    | 3     | 2,33   | -      | 4   |
| Cadre 71/2        | Emile Wafflard    | 2:0  | 300  | 14    | 21,42  | 21,42  | 220 |
| Cadre 71/2        | Jaime Tortosa     | 0:2  | 202  | 14    | 14,42  | -      | 63  |
| Cadre 47/1        | Raymond Ceulemans | 2:0  | 300  | 13    | 23,07  | 23,07  | 96  |
| Cadre 47/1        | José Gálvez       | 0:2  | 163  | 13    | 12,53  | -      | 77  |
| Einband           | Ludo Dielis       | 2:0  | 200  | 12    | 16,66  | 16,66  | 65  |
| Einband           | Ruiz Alcade       | 0:2  | 40   | 12    | 3,33   | -      | 12  |
| Dreiband          | Laurent Boulanger | 2:0  | 60   | 61    | 0,983  | 0,983  | 7   |
| Dreiband          | Claudio Nadal     | 0:2  | 47   | 61    | 0,770  | -      | 6   |

| Disziplin                | Name                     | MP  | Pkt. | Aufn. | GD    | BED   | HS  |
| ------------------------ | ------------------------ | --- | ---- | ----- | ----- | ----- | --- |
| Frankreich – Deutschland | Frankreich – Deutschland | 6:4 |      |       |       |       |     |
| Freie Partie             | Georges Bourezg          | 0:2 | 141  | 8     | 17,62 | -     | 84  |
| Freie Partie             | Dieter Wirtz             | 2:0 | 500  | 8     | 62,50 | 62,50 | 287 |
| Cadre 71/2               | Paul Couespel            | 2:0 | 300  | 29    | 10,34 | 10,34 | 55  |
| Cadre 71/2               | Peter Sporer             | 0:2 | 236  | 29    | 8,13  | -     | 55  |
| Cadre 47/1               | Francis Connesson        | 0:2 | 243  | 14    | 17,35 | -     | 60  |
| Cadre 47/1               | Dieter Müller            | 2:0 | 300  | 14    | 21,42 | 21,42 | 147 |
| Einband                  | Egidio Vierat            | 2:0 | 200  | 33    | 6,06  | 6,06  | 29  |
| Einband                  | Günter Siebert           | 0:2 | 122  | 33    | 9,69  | -     | 17  |
| Dreiband                 | Roland Dufetelle         | 2:0 | 60   | 40    | 1,500 | 1,500 | 7   |
| Dreiband                 | Joseph Bücken            | 0:2 | 24   | 40    | 0,600 | -     | 2   |

| Disziplin            | Name                 | MP  | Pkt. | Aufn. | GD     | BED    | HS  |
| -------------------- | -------------------- | --- | ---- | ----- | ------ | ------ | --- |
| Belgien – Österreich | Belgien – Österreich | 6:4 |      |       |        |        |     |
| Freie Partie         | Tony Schrauwen       | 2:0 | 500  | 4     | 125,00 | 125,00 | 280 |
| Freie Partie         | Heinrich Weingartner | 0:2 | 241  | 4     | 60,25  | -      | 99  |
| Cadre 71/2           | Emile Wafflard       | 2:0 | 300  | 4     | 75,00  | 75,00  | 254 |
| Cadre 71/2           | Kurt Mastny          | 0:2 | 55   | 4     | 13,75  | -      | 30  |
| Cadre 47/1           | Raymond Ceulemans    | 0:2 | 152  | 8     | 19,00  | -      | 85  |
| Cadre 47/1           | Franz Stenzel        | 2:0 | 300  | 8     | 37,50  | 37,50  | 99  |
| Einband              | Ludo Dielis          | 0:2 | 154  | 18    | 8,55   | -      | 51  |
| Einband              | Johann Scherz        | 2:0 | 200  | 18    | 11,11  | 11,11  | 50  |
| Dreiband             | Laurent Boulanger    | 2:0 | 60   | 67    | 0,895  | 0,895  | 9   |
| Dreiband             | Wolfgang Anreitter   | 0:2 | 44   | 67    | 0,565  | -      | 6   |

| Disziplin            | Name                 | MP   | Pkt. | Aufn. | GD    | BED   | HS  |
| -------------------- | -------------------- | ---- | ---- | ----- | ----- | ----- | --- |
| Frankreich – Spanien | Frankreich – Spanien | 10:0 |      |       |       |       |     |
| Freie Partie         | Georges Bourezg      | 2:0  | 500  | 12    | 41,66 | 41,66 | 202 |
| Freie Partie         | Javier Arenaza       | 0:2  | 463  | 12    | 38,58 | -     | 278 |
| Cadre 71/2           | Paul Couespel        | 2:0  | 300  | 23    | 13,04 | 13,04 | 61  |
| Cadre 71/2           | Jaime Tortosa        | 0:2  | 191  | 23    | 8,30  | -     | 38  |
| Cadre 47/1           | Francis Connesson    | 2:0  | 300  | 8     | 37,50 | 37,50 | 203 |
| Cadre 47/1           | José Gálvez          | 0:2  | 50   | 8     | 6,25  | -     | 22  |
| Einband              | Egidio Vierat        | 2:0  | 200  | 46    | 4,34  | 4,34  | 26  |
| Einband              | Ruiz Alcade          | 0:2  | 144  | 46    | 3,13  | -     | 22  |
| Dreiband             | Roland Dufetelle     | 2:0  | 60   | 69    | 0,869 | 0,869 | 4   |
| Dreiband             | Claudio Nadal        | 0:2  | 57   | 69    | 0,826 | -     | 4   |

| Disziplin                 | Name                      | MP  | Pkt. | Aufn. | GD     | BED    | HS  |
| ------------------------- | ------------------------- | --- | ---- | ----- | ------ | ------ | --- |
| Niederlande – Deutschland | Niederlande – Deutschland | 8:2 |      |       |        |        |     |
| Freie Partie              | Luis Havermans            | 0:2 | 27   | 2     | 13,50  | -      | 24  |
| Freie Partie              | Dieter Wirtz              | 2:0 | 500  | 2     | 250,00 | 250,00 | 390 |
| Cadre 71/2                | Piet Vet                  | 2:0 | 300  | 14    | 21,42  | 21,42  | 80  |
| Cadre 71/2                | Peter Sporer              | 0:2 | 231  | 14    | 16,50  | -      | 64  |
| Cadre 47/1                | Hans Vultink              | 2:0 | 300  | 11    | 27,27  | 27,27  | 102 |
| Cadre 47/1                | Dieter Müller             | 0:2 | 287  | 11    | 26,09  | -      | 97  |
| Einband                   | Christ van der Smissen    | 2:0 | 200  | 32    | 6,25   | 6,25   | 28  |
| Einband                   | Günter Siebert            | 0:2 | 184  | 32    | 5,75   | -      | 37  |
| Dreiband                  | Rini van Bracht           | 2:0 | 60   | 68    | 0,882  | 0,882  | 6   |
| Dreiband                  | Joseph Bücken             | 0:2 | 36   | 68    | 0,529  | -      | 5   |

| Disziplin            | Name                 | MP   | Pkt. | Aufn. | GD     | BED    | HS  |
| -------------------- | -------------------- | ---- | ---- | ----- | ------ | ------ | --- |
| Österreich – Spanien | Österreich – Spanien | 10:0 |      |       |        |        |     |
| Freie Partie         | Heinrich Weingartner | 2:0  | 500  | 3     | 166,66 | 166,66 | 472 |
| Freie Partie         | Javier Arenaza       | 0:2  | 98   | 3     | 32,66  | -      | 72  |
| Cadre 71/2           | Kurt Mastny          | 2:0  | 300  | 15    | 20,00  | 20,00  | 80  |
| Cadre 71/2           | Jaime Tortosa        | 0:2  | 241  | 15    | 16,06  | -      | 39  |
| Cadre 47/1           | Franz Stenzel        | 2:0  | 300  | 16    | 18,75  | 18,75  | 53  |
| Cadre 47/1           | José Gálvez          | 0:2  | 278  | 16    | 17,37  | -      | 87  |
| Einband              | Johann Scherz        | 2:0  | 200  | 24    | 8,33   | 8,33   | 45  |
| Einband              | Ruiz Alcade          | 0:2  | 60   | 24    | 2,50   | -      | 18  |
| Dreiband             | Wolfgang Anreitter   | 2:0  | 60   | 74    | 0,810  | 0,810  | 5   |
| Dreiband             | Claudio Nadal        | 0:2  | 45   | 74    | 0,608  | -      | 6   |

| Disziplin             | Name                  | MP  | Pkt. | Aufn. | GD     | BED    | HS  |
| --------------------- | --------------------- | --- | ---- | ----- | ------ | ------ | --- |
| Belgien – Deutschland | Belgien – Deutschland | 7:3 |      |       |        |        |     |
| Freie Partie          | Tony Schrauwen        | 1:1 | 500  | 3     | 166,66 | 166,66 | 292 |
| Freie Partie          | Dieter Wirtz          | 1:1 | 500  | 3     | 166,66 | 166,66 | 492 |
| Cadre 71/2            | Emile Wafflard        | 0:2 | 189  | 7     | 27,00  | -      | 81  |
| Cadre 71/2            | Peter Sporer          | 2:0 | 300  | 7     | 42,85  | 42,85  | 147 |
| Cadre 47/1            | Raymond Ceulemans     | 2:0 | 300  | 7     | 42,85  | 42,85  | 144 |
| Cadre 47/1            | Dieter Müller         | 0:2 | 62   | 7     | 8,85   | -      | 43  |
| Einband               | Ludo Dielis           | 2:0 | 200  | 14    | 14,28  | 14,28  | 42  |
| Einband               | Günter Siebert        | 0:2 | 77   | 14    | 5,50   | -      | 26  |
| Dreiband              | Laurent Boulanger     | 2:0 | 60   | 42    | 1,428  | 1,428  | 5   |
| Dreiband              | Joseph Bücken         | 0:2 | 24   | 42    | 0,571  | -      | 4   |

| Disziplin                | Name                     | MP  | Pkt. | Aufn. | GD     | BED    | HS  |
| ------------------------ | ------------------------ | --- | ---- | ----- | ------ | ------ | --- |
| Niederlande – Frankreich | Niederlande – Frankreich | 5:5 |      |       |        |        |     |
| Freie Partie             | Luis Havermans           | 2:0 | 500  | 1     | 500,00 | 500,00 | 500 |
| Freie Partie             | Georges Bourezg          | 0:2 | 0    | 1     | 0,00   | -      | 0   |
| Cadre 71/2               | Piet Vet                 | 2:0 | 300  | 14    | 21,42  | 21,42  | 97  |
| Cadre 71/2               | Paul Couespel            | 0:2 | 203  | 14    | 14,50  | -      | 68  |
| Cadre 47/1               | Hans Vultink             | 1:1 | 300  | 15    | 20,00  | 20,00  | 134 |
| Cadre 47/1               | Francis Connesson        | 1:1 | 300  | 15    | 20,00  | 20,00  | 98  |
| Einband                  | Christ van der Smissen   | 0:2 | 162  | 33    | 4,90   | -      | 28  |
| Einband                  | Egidio Vierat            | 2:0 | 200  | 33    | 6,06   | 6,06   | 26  |
| Dreiband                 | Rini van Bracht          | 0:2 | 43   | 52    | 0,826  | -      | 6   |
| Dreiband                 | Roland Dufetelle         | 2:0 | 60   | 52    | 1,153  | 1,153  | 5   |

| Disziplin             | Name                  | MP  | Pkt. | Aufn. | GD    | BED   | HS  |
| --------------------- | --------------------- | --- | ---- | ----- | ----- | ----- | --- |
| Deutschland – Spanien | Deutschland – Spanien | 6:4 |      |       |       |       |     |
| Freie Partie          | Dieter Wirtz          | 2:0 | 500  | 7     | 71,42 | 71,42 | 273 |
| Freie Partie          | Javier Arenaza        | 0:2 | 56   | 7     | 8,00  | -     | 24  |
| Cadre 71/2            | Peter Sporer          | 0:2 | 284  | 26    | 10,92 | -     | 102 |
| Cadre 71/2            | Jaime Tortosa         | 2:0 | 300  | 26    | 11,53 | 11,53 | 54  |
| Cadre 47/1            | Dieter Müller         | 2:0 | 300  | 11    | 27,27 | 27,27 | 133 |
| Cadre 47/1            | José Gálvez           | 0:2 | 252  | 11    | 22,90 | -     | 52  |
| Einband               | Günter Siebert        | 2:0 | 200  | 35    | 5,71  | 5,71  | 22  |
| Einband               | Ruiz Alcade           | 0:2 | 164  | 35    | 4,68  | -     | 26  |
| Dreiband              | Joseph Bücken         | 0:2 | 53   | 79    | 0,670 | -     | 4   |
| Dreiband              | Claudio Nadal         | 2:0 | 60   | 79    | 0,759 | 0,759 | 4   |

| Disziplin               | Name                    | MP  | Pkt. | Aufn. | GD    | BED   | HS  |
| ----------------------- | ----------------------- | --- | ---- | ----- | ----- | ----- | --- |
| Österreich – Frankreich | Österreich – Frankreich | 6:4 |      |       |       |       |     |
| Freie Partie            | Heinrich Weingartner    | 2:0 | 500  | 6     | 83,33 | 83,33 | 276 |
| Freie Partie            | Georges Bourezg         | 0:2 | 50   | 6     | 8,33  | -     | 15  |
| Cadre 71/2              | Kurt Mastny             | 2:0 | 300  | 17    | 17,64 | 17,64 | 91  |
| Cadre 71/2              | Paul Couespel           | 0:2 | 250  | 17    | 14,70 | -     | 100 |
| Cadre 47/1              | Franz Stenzel           | 0:2 | 197  | 10    | 19,70 | -     | 67  |
| Cadre 47/1              | Francis Connesson       | 2:0 | 300  | 10    | 30,00 | 30,00 | 137 |
| Einband                 | Johann Scherz           | 0:2 | 184  | 39    | 4,71  | -     | 27  |
| Einband                 | Egidio Vierat           | 2:0 | 200  | 39    | 5,12  | 5,12  | 24  |
| Dreiband                | Wolfgang Anreitter      | 0:2 | 41   | 69    | 0,594 | -     | 4   |
| Dreiband                | Roland Dufetelle        | 2:0 | 60   | 69    | 0,869 | 0,869 | 5   |

| Disziplin             | Name                   | MP  | Pkt. | Aufn. | GD     | BED    | HS  |
| --------------------- | ---------------------- | --- | ---- | ----- | ------ | ------ | --- |
| Niederlande – Belgien | Niederlande – Belgien  | 6:4 |      |       |        |        |     |
| Freie Partie          | Luis Havermans         | 2:0 | 500  | 3     | 166,66 | 166,66 | 360 |
| Freie Partie          | Tony Schrauwen         | 0:2 | 9    | 3     | 3,00   | -      | 5   |
| Cadre 71/2            | Piet Vet               | 2:0 | 300  | 11    | 27,27  | 27,27  | 74  |
| Cadre 71/2            | Emile Wafflard         | 0:2 | 249  | 11    | 22,63  | -      | 76  |
| Cadre 47/1            | Hans Vultink           | 2:0 | 300  | 8     | 37,50  | 37,50  | 158 |
| Cadre 47/1            | Raymond Ceulemans      | 0:2 | 53   | 8     | 6,62   | -      | 25  |
| Einband               | Christ van der Smissen | 0:2 | 152  | 29    | 5,24   | -      | 25  |
| Einband               | Ludo Dielis            | 2:0 | 200  | 29    | 6,89   | 6,89   | 33  |
| Dreiband              | Rini van Bracht        | 0:2 | 56   | 61    | 0,918  | -      | 6   |
| Dreiband              | Laurent Boulanger      | 2:0 | 60   | 61    | 0,983  | 0,983  | 7   |

| Disziplin                | Name                     | MP  | Pkt. | Aufn. | GD     | BED    | HS  |
| ------------------------ | ------------------------ | --- | ---- | ----- | ------ | ------ | --- |
| Österreich – Deutschland | Österreich – Deutschland | 8:2 |      |       |        |        |     |
| Freie Partie             | Heinrich Weingartner     | 2:0 | 500  | 5     | 100,00 | 100,00 | 386 |
| Freie Partie             | Dieter Wirtz             | 0:2 | 207  | 5     | 41,40  | -      | 121 |
| Cadre 71/2               | Kurt Mastny              | 2:0 | 300  | 12    | 25,00  | 25,00  | 92  |
| Cadre 71/2               | Peter Sporer             | 0:2 | 164  | 12    | 13,66  | -      | 59  |
| Cadre 47/1               | Franz Stenzel            | 0:2 | 190  | 8     | 23,75  | -      | 63  |
| Cadre 47/1               | Dieter Müller            | 2:0 | 300  | 8     | 37,50  | 37,50  | 143 |
| Einband                  | Johann Scherz            | 2:0 | 200  | 25    | 8,00   | 8,00   | 33  |
| Einband                  | Günter Siebert           | 0:2 | 119  | 25    | 4,76   | -      | 20  |
| Dreiband                 | Wolfgang Anreitter       | 2:0 | 60   | 73    | 0,821  | 0,821  | 5   |
| Dreiband                 | Joseph Bücken            | 0:2 | 57   | 73    | 0,780  | -      | 5   |

| Disziplin            | Name                 | MP  | Pkt. | Aufn. | GD     | BED    | HS  |
| -------------------- | -------------------- | --- | ---- | ----- | ------ | ------ | --- |
| Belgien – Frankreich | Belgien – Frankreich | 7:3 |      |       |        |        |     |
| Freie Partie         | Tony Schrauwen       | 1:1 | 500  | 3     | 166,66 | 166,66 | 461 |
| Freie Partie         | Georges Bourezg      | 1:1 | 500  | 3     | 166,66 | 166,66 | 410 |
| Cadre 71/2           | Emile Wafflard       | 2:0 | 300  | 11    | 27,27  | 27,27  | 131 |
| Cadre 71/2           | Paul Couespel        | 0:2 | 108  | 11    | 9,81   | -      | 29  |
| Cadre 47/1           | Raymond Ceulemans    | 0:2 | 99   | 4     | 24,75  | -      | 53  |
| Cadre 47/1           | Francis Connesson    | 2:0 | 300  | 4     | 75,00  | 75,00  | 141 |
| Einband              | Ludo Dielis          | 2:0 | 200  | 14    | 14,28  | 14,28  | 83  |
| Einband              | Egidio Vierat        | 0:2 | 45   | 14    | 3,21   | -      | 17  |
| Dreiband             | Laurent Boulanger    | 2:0 | 60   | 39    | 1,538  | 1,538  | 7   |
| Dreiband             | Roland Dufetelle     | 0:2 | 32   | 39    | 0,820  | -      | 5   |

| Disziplin             | Name                   | MP  | Pkt. | Aufn. | GD     | BED    | HS  |
| --------------------- | ---------------------- | --- | ---- | ----- | ------ | ------ | --- |
| Niederlande – Spanien | Niederlande – Spanien  | 8:2 |      |       |        |        |     |
| Freie Partie          | Luis Havermans         | 0:2 | 322  | 5     | 64,40  | -      | 313 |
| Freie Partie          | Javier Arenaza         | 2:0 | 500  | 5     | 100,00 | 100,00 | 317 |
| Cadre 71/2            | Piet Vet               | 2:0 | 300  | 12    | 25,00  | 25,00  | 94  |
| Cadre 71/2            | Jaime Tortosa          | 0:2 | 221  | 12    | 18,41  | -      | 44  |
| Cadre 47/1            | Hans Vultink           | 2:0 | 300  | 2     | 150,00 | 150,00 | 291 |
| Cadre 47/1            | José Gálvez            | 0:2 | 13   | 2     | 6,50   | -      | 8   |
| Einband               | Christ van der Smissen | 2:0 | 200  | 23    | 8,69   | 8,69   | 46  |
| Einband               | Ruiz Alcade            | 0:2 | 66   | 23    | 2,86   | -      | 27  |
| Dreiband              | Rini van Bracht        | 2:0 | 60   | 64    | 0,937  | 0,937  | 8   |
| Dreiband              | Claudio Nadal          | 0:2 | 50   | 64    | 0,781  | -      | 9   |

## Einzel-Ranglisten
| Platz | Name                 | MP  | Pkte. | Aufn. | GD     | BED    | HS  |
| ----- | -------------------- | --- | ----- | ----- | ------ | ------ | --- |
| 1     | Heinrich Weingartner | 8:2 | 2241  | 28    | 80,03  | 166,66 | 472 |
| 2     | Dieter Wirtz         | 7:3 | 2207  | 25    | 88,28  | 250,00 | 492 |
| 3     | Tony Schrauwen       | 6:4 | 2009  | 16    | 125,56 | 166,66 | 497 |
| 4     | Luis Havermans       | 4:6 | 1565  | 21    | 74,52  | 500,00 | 500 |
| 5     | Georges Bourezg      | 4:6 | 1191  | 30    | 39,70  | 166,66 | 461 |
| 6     | Javier Arenaza       | 2:8 | 1124  | 30    | 37,46  | 100,00 | 317 |

| Platz | Name           | MP   | Pkte. | Aufn. | GD    | BED   | HS  |
| ----- | -------------- | ---- | ----- | ----- | ----- | ----- | --- |
| 1     | Piet Vet       | 10:0 | 1500  | 65    | 23,07 | 27,27 | 97  |
| 2     | Emile Wafflard | 6:4  | 1338  | 47    | 28,46 | 75,00 | 254 |
| 3     | Kurt Mastny    | 6:4  | 1144  | 62    | 18,45 | 25,00 | 92  |
| 4     | Paul Couespel  | 4:6  | 1161  | 94    | 12,35 | 13,04 | 100 |
| 5     | Peter Sporer   | 2:8  | 1215  | 88    | 13,80 | 42,85 | 147 |
| 6     | Jaime Tortosa  | 2:8  | 1155  | 90    | 12,83 | 11,53 | 63  |

| Platz | Name              | MP   | Pkte. | Aufn. | GD    | BED    | HS  |
| ----- | ----------------- | ---- | ----- | ----- | ----- | ------ | --- |
| 1     | Hans Vultink      | 9:1  | 1500  | 46    | 32,60 | 150,00 | 291 |
| 2     | Francis Connesson | 7:3  | 1443  | 51    | 28,29 | 75,00  | 203 |
| 3     | Dieter Müller     | 6:4  | 1249  | 51    | 24,49 | 37,50  | 157 |
| 4     | Franz Stenzel     | 4:6  | 1242  | 52    | 23,88 | 37,50  | 140 |
| 5     | Raymond Ceulemans | 2:8  | 904   | 40    | 22,60 | 42,85  | 144 |
| 6     | José Gálvez       | 0:10 | 756   | 50    | 15,12 | -      | 87  |

| Platz | Name                   | MP   | Pkte. | Aufn. | GD    | BED   | HS |
| ----- | ---------------------- | ---- | ----- | ----- | ----- | ----- | -- |
| 1     | Johann Scherz          | 10:0 | 1000  | 152   | 6,57  | 11,11 | 50 |
| 2     | Ludo Dielis            | 8:2  | 954   | 87    | 10,98 | 16,66 | 83 |
| 3     | Egidio Vierat          | 6:4  | 829   | 165   | 5,02  | 6,06  | 29 |
| 4     | Christ van der Smissen | 4:6  | 873   | 163   | 5,35  | 8,69  | 46 |
| 5     | Günter Siebert         | 2:8  | 702   | 139   | 5,05  | 5,71  | 37 |
| 6     | Ruiz Alcade            | 2:8  | 474   | 140   | 3,38  | -     | 27 |

| Platz | Name               | MP   | Pkte. | Aufn. | GD    | BED   | HS |
| ----- | ------------------ | ---- | ----- | ----- | ----- | ----- | -- |
| 1     | Laurent Boulanger  | 10:0 | 300   | 270   | 1,111 | 1,538 | 9  |
| 2     | Roland Dufetelle   | 8:2  | 272   | 269   | 1,011 | 1,500 | 7  |
| 3     | Rini van Bracht    | 6:4  | 279   | 292   | 0,955 | 1,276 | 8  |
| 4     | Wolfgang Anreitter | 4:6  | 231   | 330   | 0,700 | 0,821 | 6  |
| 5     | Claudio Nadal      | 2:8  | 259   | 347   | 0,746 | 0,759 | 9  |
| 6     | Joseph Bücken      | 0:10 | 194   | 302   | 0,642 | -     | 5  |